# يان والاس (مصور)
يان والاس (بالإنجليزية: Ian Wallace)‏ هو مصور أسترالي، ولد في 1972.